# Majątek
Majątek – w prawie cywilnym oznacza aktywa i pasywa majątkowe. Do majątku mogą wchodzić długi (które są pasywami majątkowymi). Majątek stanowi podstawowy składnik działalności gospodarczej, jest to tzw. majątek produkcyjny. Majątek brutto pomniejszony o zobowiązania stanowi majątek netto. Majątek zawsze jest odnoszony do konkretnego podmiotu, do którego należy.
Przepisy mogą wskazywać przypadki, w których z ogólnego majątku wyodrębnia się określone składniki, tworząc w ten sposób majątek odrębny. Takie wyodrębnione składniki są regulowane przepisami szczególnymi. Przykładem majątku odrębnego jest majątek wspólny małżonków, spadek do chwili przyjęcia przez spadkobierców i majątek spółki cywilnej.